# Thomas Mann
Paul Thomas Mann [ˌpʰɑ͡ʊ̯l ˌtʰoˑmas ˈman] (Lübeck, Alemanya, 6 de juny del 1875 - Zúric, Suïssa, 12 d'agost del 1955) fou un novel·lista alemany guardonat amb el Premi Nobel de Literatura l'any 1929.
Destaca sobretot per una sèrie de novel·les èpiques de gran contingut simbòlic, tot i que sovint també iròniques, que revelen la psicologia de l'artista i l'intel·lectual. També se'l recorda per l'anàlisi i la crítica de l'ànima alemanya i europea de principis del segle xx, partint d'històries alemanyes i bíbliques modernitzades, a més d'idees de Goethe, Nietzsche i Schopenhauer.

## Biografia

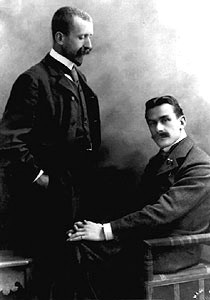
Thomas Mann amb el seu germà Heinrich Mann

Va néixer el 6 de juny del 1875 a la ciutat de Lübeck, població situada a l'actual estat de Slesvig-Holstein, i fou el segon fill de Thomas Johann Heinrich Mann, senador i comerciant de cereals, i la seva dona, Julia da Silva Bruhns, nascuda al Brasil i d'educació catòlica, que provenia d'una família de comerciants germanicobrasilers. Mann fou batejat l'11 de juny a l'església de Santa Maria, un temple luterà que va contribuir a reconstruir un cop acabada la Segona Guerra Mundial. El pare de Thomas va morir el 1891 i, per disposició testamental, es va liquidar l'empresa de cereals, cosa que va motivar el trasllat de tota la família a Múnic. Després d'estudiar ciències a l'Institut de Lübeck, va anar a la Universitat de Múnic a preparar-se per a la carrera de periodisme, i va estudiar història, economia, història de l'art i literatura.
Va viure a la capital bavaresa entre el 1891 i el 1933, llevat d'un any d'estada a Palestrina (Itàlia) amb el seu germà gran Heinrich Mann, també escriptor. Posteriorment, va treballar per a una companyia d'assegurances contra incendis del sud d'Alemanya entre 1894 i 1895.
Amb l'arribada d'Adolf Hitler al poder l'any 1933, es va exiliar a Suïssa fins al 1938, any en què es va traslladar als Estats Units d'Amèrica, on va fixar la residència definitiva. L'any 1939, fou nomenat professor de literatura a la Universitat de Princeton, on es reuní amb Albert Einstein. El 1942, es traslladà a Califòrnia, i esdevingué ciutadà estatunidenc el 23 de juny del 1944. El 1952 retornà a Europa i s'establí a la ciutat de Kilchberg, població propera a Zúric. Morí en aquesta última ciutat el 12 d'agost del 1955.

## Obra literària
La seva carrera d'escriptor va començar el 1897 amb la publicació del conte Der Kleine Herr Friedemann (El petit senyor Friedemann).
Gràcies al viatge que va fer per Itàlia en companyia del seu germà, va començar la redacció de Buddenbrooks - Verfall einer Familie (1901), descripció de la decadència d'una família burgesa. En aquesta etapa inicial de la seva obra, va centrar l'atenció en la conflictiva relació entre l'art i la vida, que va abordar en Tonio Kröger, Tristany (ambdues del 1903) i Der Tod in Venedig (La mort a Venècia, 1912). Aquesta última obra, que descriu les vivències d'un escriptor en una Venècia assolada pel còlera, suposa la culminació de les idees estètiques de l'autor, que va elaborar una peculiar psicologia de l'artista.
En esclatar la Primera Guerra Mundial, va defensar el nacionalisme alemany al final de la contesa; no obstant això, la seva ideologia va evolucionar i es va convertir en un fervent defensor dels valors democràtics. Testimoniatge d'aquesta evolució és la novel·la Der Zauberberg (La muntanya màgica, 1924), que transcorre en un sanatori per a tuberculosos i constitueix una transposició novel·lada dels debats polítics i filosòfics de l'època.
Durant l'exili als Estats Units, les seves obres estan plenes d'al·lusions bíbliques i mitològiques: en la tetralogia Joseph und seine Brüder (Josep i els seus germans, 1933-1943) fa una reinterpretació de la història bíblica per indagar en els orígens de la cultura occidental, i en Doktor Faustus (Doctor Faust, 1947), que presenta la història d'un músic que ven l'ànima al diable, tracta d'establir les causes psicològiques que van fer possible el nazisme. Finalment, en Bekenntnisse des Hochstaplers Felix Krull. Der Memoiren erster Teil (Confessions de Felix Krull), la seva última novel·la, va recuperar la ironia sobre la naturalesa de l'ésser humà que havia caracteritzat moltes de les seves obres anteriors.

## El major hereu de Goethe
Com ja s'ha vist més amunt, l'enorme producció literària de Thomas Mann s'estén al llarg de tota la primera meitat del segle xx, car el 1900 publicà la seva primera novel·la, Els Buddenbrooks, que li donà una fama quasi immediata, i l'últim dels seus texts narratius, Les confessions del cavaller d'indústria Fèlix Krull, veié la llum el 1954, un any abans de la seva mort.
En Els Buddenbrook, escrita sota la influència de la novel·la realista dels escriptors francesos i russos, s'inspira en la història dels seus pares i avis, per contar, amb tot detall i una demolidora visió crítica, l'esplendor i la decadència d'una família burgesa de rics comerciants.
Però ja el 1903, Thomas Mann transcendí aquest primer realisme per plantejar, en la seva breu i important novel·la Tonio Kröger, el problema de la relació entre l'art i la vida, que fou el tema principal de tota la seva obra, i que s'encarnà en el protagonista de l'extraordinària Mort a Venècia, una de les novel·les més cèlebres, que assolí gran popularitat gràcies a la magnífica versió cinematogràfica que en feu Luchino Visconti.
Amb la màgica poètica d'un estil admirable i quasi preciosista, el narrador, que reviu alguns dels diàlegs de Plató, impregna el relat amb l'atmosfera seductora, corrompuda i agònica de la ciutat miraculosa, que contempla la seva pròpia imatge moribunda en el reflex de l'aigua immemorial que li donà la vida, l'ha conservada i l'està matant.
Gustav von Aschenbach, personatge central de Mort a Venècia, és un cèlebre escriptor que ha dedicat la seva existència al culte platònic de la bellesa, i cercant superar el conflicte entre l'art i la vida per la consciència moral i el domini de si mateix enfront de l'impuls irracional dels sentiments.
Al respecte, Rafael Argullol va fer un lluminós comentari que és molt oportú transcriure ≪Venècia envolta en Aschenbach en una atmosfera que fulminarà allò costosament assolit i simulat al llarg de la seva existència. Però Aschenbach resta, en gran manera, predisposat que Venècia havia crescut desbordantment en el seu interior abans del seu propi descobriment físic. El que succeeix és el fruit que ell, sense voler confessar-s'ho, espera que succeeixi. La irrupció de l'anarquia del sentiment, la passió destructora de la voluntat, l'ensorrament de l'autodomini sota el cercle de la sensualitat. En definitiva, com apunta el mateix Thomas Mann, la dissolució de tota consciència moral “davant la força temptadora i antimoral de la mort”≫.
L'atracció d'Aschenbach per Tadzius simbolitza la progressiva ruptura de l'equilibri entre la consciència moral i l'art i, mitjançant aquesta, la submissió a una polaritat en la qual l'experiència de la bellesa està unida a l'experiència de la mort. Mann escenificà el tram culminant d'aquesta transició enfonsant el seu protagonista en «l'altra realitat» d'un somni dionisíac i tanàtic. «L'altra realitat» va transformant-se en l'única realitat d'Aschenbach, endinsant-lo en el triomf de l'instint mentre el prepara per al triomf de la mort: «Aschenbach, torturat, despertà d'aquell somni desfet, descompost, destruïda llur força pel daimon. Ja no temia les mirades dels homes». La transfiguració d'Aschenbach resta en evidència en aquesta última afirmació. Desfeta la seva consciència moral, i abans de dissoldre's en la mort, Aschenbach sent el lliure poder de l'instint.
L'ésser humà posseït pel daimon permet a Thomas Mann concloure Mort a Venècia amb el clàssic tema platònic del necessari desequilibri i malaltia de l'artista. Sòcrates ve en auxili d'Aschenbach mitjançant Fedro, per consolar-lo davant el proper transit de la mort: ≪malgrat tot, no és l'artista, l'home a qui la forma i la llibertat, fruit de la seva fascinació pel món dels sentits, condueix l'embriac i el desig passional? De res serveixen l'autocontenció i la disciplina –«tan bells moralment»– a qui resta destinat a perdre's en els laberints de la bellesa≫.
Mann manifestà de diverses formes la seva admiració per Goethe, que fou el seu gran model, i després d'haver escrit novel·les tan importants com La muntanya màgica i la monumental Josep i els seus germans, amb la publicació de Doctor Faust gosà -en la seva vellesa- córrer el risc de ser comparat amb el gran poema tràgic del poeta de Weimar. El seu heroi, Adrià Leverkühn, no és un savi cansat de la ciència que, a més de satisfer la seva set de coneixement, demana a Mefistòfil que li permeti gaudir de la vida. Leverkühn, en canvi, resta disposat a renunciar a la vida, si el diable li permet assolir el suprem domini del seu art, la música, que per als romàntics alemanys, com Hoffmann, per exemple, era la més elevada de les arts i, a la vegada, la més perillosa per la seva indiferència moral i la seva ambigüitat entre el bé i el mal. El destí tràgic de Leverkühn s'identifica amb el d'Alemanya, portada a la destrucció pel nazisme.
Per això, són molt significatives les últimes paraules del modest i generós Serenus Zeitbloom, amic de Leverkühn i cronista de la seva vida: ≪quan sorgirà de l'extrema desesperació la nova aurora d'una esperança? Heus aquí un home solitari que ajunta les mans i invoca: Déu tingui pietat de les vostres pobres ànimes, oh amic, oh pàtria!≫.
A Thomas Mann, l'encisà especialment la sardana, un ball que el va sorprendre en conèixer-lo pel fet que els participants ballaven agafats de la mà.

## Obra seleccionada
- 1897: Der kleine Herr Friedemann
- 1897: Der Bajazzo
- 1900: Der Weg zum Friedhof
- 1901: Buddenbrooks - Verfall einer Familie
- 1902: Gladius Dei
- 1903: Tristany
- 1903: Tonio Kröger
- 1904: Beim Propheten
- 1905: Wälsungenblut
- 1909: Königliche Hoheit
- 1912: Der Tod in Venedig (La mort a Venècia)
- 1918: Betrachtungen eines Unpolitischen
- 1918: Herr und Hund (Amo i gos)
- 1922: Von deutscher Republik
- 1924: Der Zauberberg (La muntanya màgica)
- 1926: Unordnung und frühes Leid
- 1938: Dieser Friede
- 1930: Mario und der Zauberer (Mario i el màgic)
- 1933-1943: Joseph und seine Brüder
  - 1933: Die Geschichten Jaakobs
  - 1934: Der junge Joseph
  - 1936: Joseph in Ägypten
  - 1943: Joseph, der Ernährer
- 1937: Das Problem der Freiheit
- 1938: The Coming Victory of Democracy
- 1939: Lotte in Weimar: The Beloved Returns
- 1940: Die vertauschten Köpfe - Eine indische Legende (Els caps bescanviats)
- 1943: Deutsche Hörer!
- 1947: Doktor Faustus
- 1951: Der Erwählte
- 1922/1954: Bekenntnisse des Hochstaplers Felix Krull (Les confessions de Fèlix krull). Der Memoiren erster Teil, inacabat

## Honors i reconeixements
- 1919: Doctor honoris causa per la Universitat de Bonn (revocat el 1936, renovat el 1946)
- 1926: guardonat amb el títol de professor pel Senat de Lübeck
- 1926: membre de l'Acadèmia de les Arts de Prússia
- 1929: premi Nobel de literatura
- 1932: Medalla Goethe d'Art i Ciència
- 1935: Doctor honoris causa per la Universitat Harvard
- 1938: Doctor honoris causa per la Universitat de Colúmbia
- 1938: Doctor honoris causa per la Universitat Yale
- 1939: Doctor honoris causa per la Universitat de Princeton
- 1939: Doctor honoris causa per la Universitat Rutgers
- 1939: Doctor honoris causa per Hobart College
- 1941: Doctor honoris causa per la Universitat de Califòrnia, Berkeley
- 1941: membre honorari de Phi Beta Kappa[3]
- 1945: Doctor honoris causa per la Hebrew Union College
- 1947: membre de l'Accademia Nazionale dei Lincei
- 1949: membre de l'Acadèmia Americana de les Arts i les Ciències
- 1949: Doctor honoris causa per la Universitat d'Oxford
- 1949: Doctor honoris causa per la Universitat de Lund
- 1949: Premi Goethe de la ciutat de Frankfurt del Main
- 1949: president honorari de l' Acadèmia de Belles Arts de Baviera
- 1949: ciutadà honorari de la ciutat de Weimar
- 1949: Premi Nacional Goethe
- 1950: membre de l'Acadèmia Americana d'Arts i Lletres[4]
- 1952: Premi Feltrinelli
- 1952: Oficial de la Legió d'Honor
- 1953: Doctor honoris causa per la Universitat de Cambridge
- 1955: Doctor honoris causa per la Universitat de Jena
- 1955: membre honorari de l'Acadèmia Alemanya de les Arts
- 1955: ciutadà honorari de la ciutat de Lübeck
- 1955: membre honorari de l'Acadèmia Alemanya de Llengua i Poesia
- 1955: Ordre Pour le Mérite, classe de pau
- 1955: Doctor honoris causa per l'ETH Züric
- 1955: Comandant de l'Orde d'Orange-Nassau
- 1992: En honor seu, es posà el seu nom a l'asteroide (8382) Mann, descobert el 23 de setembre del 1992 per Freimut Börngen.

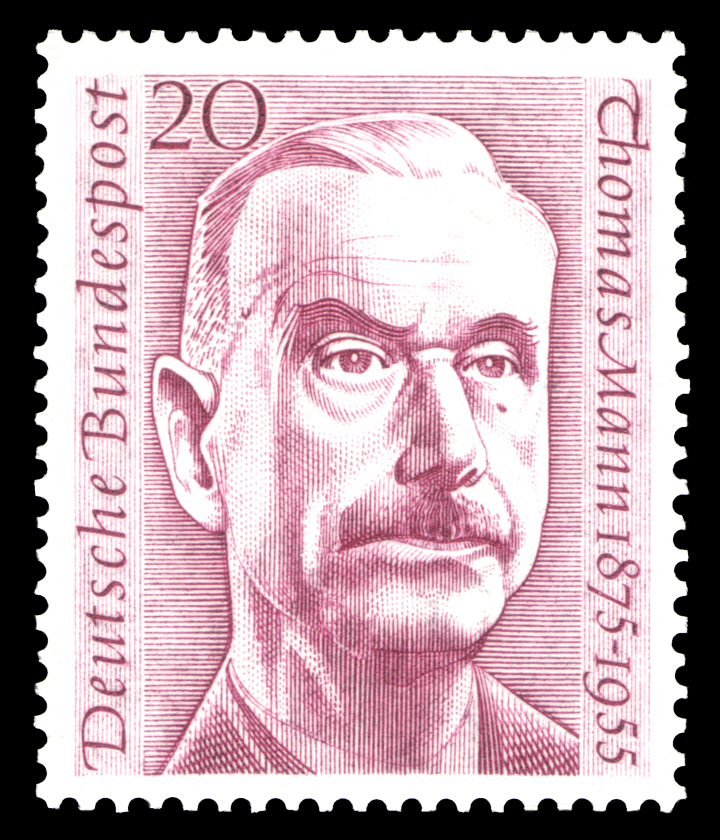
20 Pf: segell commemoratiu de l'Oficina Federal de Correus d'Alemanya (1956) pel primer aniversari de la mort de Mann